# アドマイヤフジ
アドマイヤフジ（欧字名:Admire Fuji、2002年3月1日 - ）は、日本の競走馬。主な勝ち鞍は2006年の日経新春杯、2008年・2009年の中山金杯。
馬名の意味は冠名の「アドマイヤ」と「富士」である。母は牝馬ながらステイヤーズステークスの2着馬。1歳上の半兄は、交流G1全日本2歳優駿の勝ち馬アドマイヤホープである。

## 戦績

### 2004年
7月11日の新馬戦で武豊を背にデビュー。1番人気はペールギュントに譲って2番人気でレースを迎えたが、後方から見事な末脚を見せて勝利。この新馬戦は結果的に3着だったペールギュントや、8着のシルクネクサスなど後に出世する馬が多いハイレベルな一戦だった。血統的に成長が見込めることから、夏場はデビュー勝ちのみで休養に入った。暮れのホープフルステークスで復帰したが、0.1秒差でエキゾーストノートの3着となり、2歳を終えた。

### 2005年
1月9日の寒竹賞（500万下）では、叩き2戦目ということもあって1.7倍と圧倒的な1番人気に支持された。しかしレースでは先に抜け出したシーザリオにクビ差敗れ、2着だった。続くきさらぎ賞でも1番人気に支持されたが、コンゴウリキシオーに敗れ3着と賞金を加算できなかった。しかし若葉ステークスは1番人気に応え、シックスセンスらを退けてクラシックの権利を確保した。
本番の皐月賞では、武豊が早くからディープインパクトへの騎乗を決めていたこともあって、福永祐一に乗り替わりとなった。レースでは8番人気と人気を落としたが、後方から堅実な末脚を見せて5着に入った。皐月賞で4着までに入ることで与えられる東京優駿の優先出走権は得られなかったため、ここで陣営は本番の前にもう1戦、京都新聞杯を使うことを余儀なくされる。レースでは後方から足を伸ばしたが、皐月賞に出ていなかった新星インティライミの3着に敗れてしまった。結局東京優駿の出走権はアドマイヤフジにも与えられたため、その後再度関東に遠征。京都新聞杯の内容から9番人気と皐月賞以上の人気の盲点となったが、中団からレースを進めてディープインパクトの4着と健闘し春を終えた。
秋は賞金の確保を目指し、ディープインパクトらの出走する神戸新聞杯を避け、柴田善臣に乗り替わってセントライト記念に出走。しかしレースは最後方からの厳しいものとなり、出走馬中最速の上がり3F34.4で追い込んだが、4着と賞金のみならず、またも優先出走権を逃してしまう。再び福永を背に迎えた菊花賞も出走は叶ったが、相手も悪く距離も長かったため、6着と初めて掲示板を外す結果に終わった。堅実に走るものの、どうにも勝ち運に見放された形になっていたが、その後11月20日の古都ステークス（1600万下）に出走し、今までに無い積極的な先行策でスウィフトカレントらを相手に勝利。オープン馬となって年を越すこととなった。

### 2006年
正月を厩舎で過ごして出走した日経新春杯では、再びスウィフトカレントや、故障明けのインティライミらとの対戦となった。ここでも前走で見せた先行からの抜け出しを披露し、自身初の連勝で待望の重賞初勝利を挙げた。しかしその後、胸椎棘突起骨折を発症し、春から夏にかけて休養することになった。復帰戦は翌年との話もあったが、結局武幸四郎に乗り替わって第51回有馬記念に出走。クラシックで苦杯をなめた同期のディープインパクトの引退レースでもあり、14頭立ての12番人気だったが、後方からのレースで8着というまずまずの結果を残した。

### 2007年
前走のレース振りから、連覇を期待された日経新春杯では1番人気に支持された。前年同様中団より前からの積極的な競馬を見せたが、この年はサイレントディールが快調に飛ばしたこともあって、先行馬には苦しい流れとなる。最終的に勝ったトウカイワイルドから、0.4秒差の6着という結果に終わった。このまま賞金が加算できなければG1出走が叶わなくなるため、次走はハンデ戦のダイヤモンドステークスに出走。メンバーは手薄であったが、手薄なだけに一年以上未勝利の本馬が57.5キロのトップハンデを背負うことになった。レースでは3番人気に支持されるも、最後は足も上がってしまい、13着となった。
一息入れて挑んだ目黒記念では斤量も0.5kg減り、57kgでの出走となった。6番人気ながらハナに行く構えまで見せる2番手からレースを進め、ポップロックの3着となり、復帰後初の掲示板を確保した。ただ賞金不足は如何ともしがたく、登録した第48回宝塚記念も、賞金不足で当初は出走はできない見込みだった。最終的にスイープトウショウが回避したため、最後の1枠に滑り込む形で出走した。レースでは13番人気ながら直線ではよく伸び、アドマイヤムーンから0.5差の4着に入線。実力が衰えていないことを示した。
夏場に課題の賞金を確保し、秋のG1戦線に挑むために、次走には間を置かず函館記念が選ばれた。57.5kgのトップハンデだったが、レースでは1番人気に推された。しかし函館記念三連覇のエリモハリアーの4着に敗れ、またも賞金確保に失敗した。更に同じく北海道で開催される札幌記念に出走を予定していたが、馬インフルエンザ騒動により開催が中止となり、ローテーションまで狂ってしまった。札幌記念自体は9月2日に行われたが、新潟2歳ステークスなどと日程が重なった関係で、上村洋行に乗り替わり、9着に敗れた。
その後国内のG1レースでは賞金の不足が見込まれたことから、一旦は第1希望香港ヴァーズ、第2希望香港カップにそれぞれ予備登録を行い海外遠征を目指した。しかしこれも馬インフルエンザの余波で調整が難航し、回避することになる。調整自体はその後も順調に続けられ、年末には鳴尾記念に出走。5番人気だったが、初騎乗の川田将雅の手綱に導かれ、同馬主のアドマイヤオーラと同着の3着となった。その後第52回有馬記念に登録を行っていたが、回避している。

### 2008年
有馬記念を回避して照準を合わせた1月5日の中山金杯では、57.5kgを背負うことになった。前走に続き川田を背に3番人気で出走した。レースでは楽に先行し、直線で悠々と抜け出して勝利を挙げた。約2年ぶりの勝利を、重賞2勝目で飾っている。この後、1月22日に締め切られたアジアマイルチャレンジのシリーズ登録を行っている。続いての京都記念では、前年の鳴尾記念で同着だったアドマイヤオーラに敗れ、2着となった。その後の阪神大賞典では2番人気に推されたが、同馬主のアドマイヤジュピタから離された6着だった。
続く天皇賞（春）では、同馬主のアドマイヤジュピタ、アドマイヤモナーク、アドマイヤメインの4頭と、揃って出走したことで話題となった。本馬は前走の敗北もあって、その中でも10番人気と人気が落ちていた。レースでは直線大外から追い上げ、5着に入っている。その後一息入れて、2年連続となる宝塚記念に出走した。ここでも9番人気と評価は芳しくなかったが、勝ったエイシンデピュティから0.5差の6着となっている。レース後は放牧に出されることとなった。
夏場を休養にあて、秋は毎日王冠から始動した。ウオッカを始めとした人気馬が揃ったことで、人気は10番人気と奮わなかった。しかし先行してよく粘り、スーパーホーネットの3着に入っている。本番の天皇賞（秋）でも先行したが、ウオッカから0.8差の11着に敗れた。その後はダートの調教での動きが良いことから、初のダート戦となるジャパンカップダートに出走した。しかしここでは砂をかぶったことで3コーナーから後退。勝ったカネヒキリから3秒以上離され、ブービーの14着に敗れることとなった。

### 2009年
1月4日に、前年に続いて中山金杯に出走した。ここでは実績上位でもあり、アサカディフィートと並ぶ、トップハンデ58kgを背負うことになった。レースでは先行して2番手につけると最後の直線で抜け出し、ヤマニンキングリーの追走を抑えて1着となった。この中山金杯の連覇により重賞3勝目を挙げた。尚、同馬の重賞勝ちは全て1月施行の重賞競走という珍記録となっている。その後、3月1日の中山記念に出走したが、最後の直線の攻防でカンパニー、ドリームジャーニーに競り負けて3着となった。続く4月5日の大阪杯では最後の直線で一旦先頭に立つものの脚が止まって4着に終わった。その後、初の新潟参戦となった5月9日の新潟大賞典に出走。道中は好位で競馬を進めたが、最後の直線で伸び切れず4着に敗れた。続いて6月28日の宝塚記念にも出走したが、10着に敗れた。休養を挟み、10月11日の毎日王冠では先団でレースを進めたが直線で後退し6着に敗れた。本番の天皇賞（秋）では好位追走も10着に終わった。

### 2010年
明け8歳となった2010年4月24日にJRA競走馬登録を抹消されることが発表され、28日付で登録抹消、船橋競馬の川島正行厩舎に移籍した。地方移籍緒戦となった7月2日の武蔵野オープンでは2着と好走したが、続く8月12日のブリーダーズゴールドカップでは7着、9月23日の日本テレビ盃では10着と惨敗を喫した。その後、11月3日のJBCクラシックに出走予定だったが、馬場入場後に故障を発症し競走除外となった。2011年1月24日付で地方競馬の競走馬登録を抹消された。

## 競走成績
| 年月日 | 年月日 | 年月日 | 競馬場 | 競走名           | 格       | 頭 数 | 枠 番 | 馬 番 | オッズ （人気） | 着順 | 騎手       | 斤量 | 距離（馬場）  | タイム （上り3F） | タイム 差 | 勝ち馬/（2着馬）       |
| 2004   | 7.     | 11     | 阪神   | 2歳新馬          |          | 16    | 2     | 3     | 2.4（2人）      | 1着  | 武豊       | 54   | 芝1600m（良） | 1:37.5 (35.7)     | -0.4      | （イブキレボルシオン） |
|        | 12.    | 26     | 中山   | ホープフルS      | OP       | 11    | 6     | 7     | 4.7（2人）      | 3着  | 武豊       | 55   | 芝2000m（良） | 2:02.7 (35.1)     | 0.1       | エキゾーストノート     |
| 2005   | 1.     | 9      | 中山   | 寒竹賞           | 500万下  | 16    | 2     | 3     | 1.7（1人）      | 2着  | 武豊       | 56   | 芝2000m（良） | 2:01.6 (34.9)     | 0.0       | シーザリオ             |
|        | 2.     | 13     | 京都   | きさらぎ賞       | GIII     | 9     | 8     | 8     | 2.5（1人）      | 3着  | 武豊       | 56   | 芝1800m（良） | 1:48.6 (33.7)     | 0.1       | コンゴウリキシオー     |
|        | 3.     | 19     | 阪神   | 若葉S            | OP       | 14    | 4     | 5     | 1.8（1人）      | 1着  | 武豊       | 56   | 芝2000m（良） | 2:00.3 (35.0)     | -0.1      | （タガノデンジャラス） |
|        | 4.     | 17     | 中山   | 皐月賞           | GI       | 18    | 1     | 1     | 35.3（8人）     | 5着  | 福永祐一   | 57   | 芝2000m（良） | 2:00.0 (34.5)     | 0.8       | ディープインパクト     |
|        | 5.     | 7      | 京都   | 京都新聞杯       | GII      | 15    | 8     | 14    | 3.0（2人）      | 3着  | 福永祐一   | 56   | 芝2200m（稍） | 2:13.4 (35.9)     | 0.4       | インティライミ         |
|        | 5.     | 29     | 東京   | 東京優駿         | GI       | 18    | 3     | 6     | 47.7（9人）     | 4着  | 福永祐一   | 57   | 芝2400m（良） | 2:24.6 (34.7)     | 1.3       | ディープインパクト     |
|        | 9.     | 18     | 中山   | セントライト記念 | GII      | 15    | 2     | 3     | 4.7（3人）      | 4着  | 柴田善臣   | 56   | 芝2200m（良） | 2:12.1 (34.4)     | 0.3       | キングストレイル       |
|        | 10.    | 23     | 京都   | 菊花賞           | GI       | 16    | 3     | 5     | 30.2（4人）     | 6着  | 福永祐一   | 57   | 芝3000m（良） | 3:06.9 (35.4)     | 2.3       | ディープインパクト     |
|        | 11.    | 20     | 京都   | 古都S            | 1600万下 | 12    | 1     | 1     | 3.5（2人）      | 1着  | 福永祐一   | 57.5 | 芝2200m（良） | 2:14.4 (33.5)     | 0.0       | （スウィフトカレント） |
| 2006   | 1.     | 15     | 京都   | 日経新春杯       | GII      | 12    | 4     | 4     | 5.4（2人）      | 1着  | 福永祐一   | 55   | 芝2400m（稍） | 2:26.3 (35.5)     | 0.0       | （スウィフトカレント） |
|        | 12.    | 24     | 中山   | 有馬記念         | GI       | 14    | 7     | 12    | 131.4（12人）   | 8着  | 武幸四郎   | 57   | 芝2500m（良） | 2:32.8 (34.6)     | 0.9       | ディープインパクト     |
| 2007   | 1.     | 14     | 京都   | 日経新春杯       | GII      | 12    | 7     | 9     | 2.3（1人）      | 6着  | 福永祐一   | 57.5 | 芝2400m（良） | 2:27.8 (35.7)     | 0.4       | トウカイワイルド       |
|        | 2.     | 11     | 東京   | ダイヤモンドS    | JpnIII   | 15    | 8     | 16    | 6.6（3人）      | 13着 | 福永祐一   | 57.5 | 芝3400m（良） | 3:33.4 (37.3)     | 2.8       | トウカイトリック       |
|        | 5.     | 27     | 東京   | 目黒記念         | JpnII    | 18    | 5     | 10    | 19.7（6人）     | 3着  | 福永祐一   | 57   | 芝2500m（良） | 2:31.6 (35.2)     | 0.2       | ポップロック           |
|        | 6.     | 24     | 阪神   | 宝塚記念         | GI       | 18    | 5     | 9     | 59.9（13人）    | 4着  | 福永祐一   | 58   | 芝2200m（稍） | 2:12.9 (36.4)     | 0.5       | アドマイヤムーン       |
|        | 7.     | 22     | 函館   | 函館記念         | JpnIII   | 10    | 2     | 2     | 3.5（1人）      | 4着  | 福永祐一   | 57.5 | 芝2000m（良） | 2:03.1 (36.0)     | 0.3       | エリモハリアー         |
|        | 9.     | 2      | 札幌   | 札幌記念         | JpnII    | 16    | 6     | 11    | 7.4（4人）      | 9着  | 上村洋行   | 57   | 芝2000m（良） | 2:00.8 (34.9)     | 0.7       | フサイチパンドラ       |
|        | 12.    | 8      | 阪神   | 鳴尾記念         | GIII     | 16    | 7     | 13    | 16.3（5人）     | 3着  | 川田将雅   | 56   | 芝1800m（良） | 1:47.6 (33.5)     | 0.1       | ハイアーゲーム         |
| 2008   | 1.     | 5      | 中山   | 中山金杯         | GIII     | 16    | 7     | 13    | 6.4（3人）      | 1着  | 川田将雅   | 57.5 | 芝2000m（良） | 2:00.7 (34.6)     | -0.3      | （エアシェイディ）     |
|        | 2.     | 23     | 京都   | 京都記念         | GII      | 16    | 7     | 14    | 7.4（4人）      | 2着  | 川田将雅   | 57   | 芝2200m（良） | 2:13.8 (34.3)     | 0.2       | アドマイヤオーラ       |
|        | 3.     | 23     | 阪神   | 阪神大賞典       | GII      | 13    | 7     | 11    | 4.3（2人）      | 6着  | 川田将雅   | 57   | 芝3000m（良） | 3:09.6 (35.1)     | 0.9       | アドマイヤジュピタ     |
|        | 5.     | 4      | 京都   | 天皇賞（春）     | GI       | 14    | 2     | 2     | 25.9（10人）    | 5着  | 川田将雅   | 58   | 芝3200m（良） | 3:15.8 (35.2)     | 0.7       | アドマイヤジュピタ     |
|        | 6.     | 29     | 阪神   | 宝塚記念         | GI       | 14    | 5     | 7     | 27.3（9人）     | 6着  | 川田将雅   | 58   | 芝2200m（重） | 2:15.8 (37.4)     | 0.5       | エイシンデピュティ     |
|        | 10.    | 12     | 東京   | 毎日王冠         | GII      | 16    | 3     | 5     | 33.9（10人）    | 3着  | 川田将雅   | 57   | 芝1800m（良） | 1:44.9 (33.8)     | 0.3       | スーパーホーネット     |
|        | 11.    | 2      | 東京   | 天皇賞（秋）     | GI       | 17    | 5     | 9     | 57.9（12人）    | 11着 | 川田将雅   | 58   | 芝2000m（良） | 1:58.0 (35.6)     | 0.8       | ウオッカ               |
|        | 12.    | 7      | 阪神   | ジャパンCダート  | GI       | 15    | 5     | 9     | 26.1（8人）     | 14着 | 川田将雅   | 57   | ダ1800m（良） | 1:52.3 (39.1)     | 3.1       | カネヒキリ             |
| 2009   | 1.     | 4      | 中山   | 中山金杯         | GIII     | 16    | 1     | 1     | 8.3（4人）      | 1着  | 川田将雅   | 58   | 芝2000m（良） | 1:58.5 (35.7)     | 0.0       | （ヤマニンキングリー） |
|        | 3.     | 1      | 中山   | 中山記念         | GII      | 10    | 6     | 6     | 4.0（2人）      | 3着  | 川田将雅   | 57   | 芝1800m（稍） | 1:49.3 (34.9)     | 0.1       | （カンパニー）         |
|        | 4.     | 5      | 阪神   | 大阪杯           | GII      | 12    | 4     | 4     | 20.0（7人）     | 4着  | 川田将雅   | 57   | 芝2000m（良） | 2:00.0 (34.8)     | 0.3       | ドリームジャーニー     |
|        | 5.     | 9      | 新潟   | 新潟大賞典       | GIII     | 16    | 1     | 2     | 7.1（3人）      | 4着  | 川田将雅   | 58.5 | 芝2000m（良） | 1:57.6 (34.5)     | 0.7       | シンゲン               |
|        | 6.     | 28     | 阪神   | 宝塚記念         | GI       | 14    | 3     | 4     | 44.1（9人）     | 10着 | 川田将雅   | 58   | 芝2200m（良） | 2:12.3 (35.6)     | 1.0       | ドリームジャーニー     |
|        | 10.    | 11     | 東京   | 毎日王冠         | GII      | 11    | 2     | 2     | 40.6（7人）     | 6着  | 川田将雅   | 57   | 芝1800m（良） | 1:46.1 (34.1)     | 0.8       | カンパニー             |
|        | 11.    | 1      | 東京   | 天皇賞（秋）     | GI       | 18    | 2     | 4     | 94.4（15人）    | 10着 | C.スミヨン | 58   | 芝2000m（良） | 1:58.4 (34.4)     | 1.2       | カンパニー             |
| 2010   | 7.     | 2      | 大井   | 武蔵野OP         |          | 10    | 7     | 7     | 2.1（1人）      | 2着  | 戸崎圭太   | 57   | ダ1600m（良） | 1:40.0 (38.8)     | 0.2       | シャレーストーン       |
|        | 8.     | 12     | 門別   | ブリーダーズGC   | JpnII    | 13    | 4     | 5     | 27.2（4人）     | 7着  | 戸崎圭太   | 57   | ダ2000m（不） | 2:05.6 (39.4)     | 2.6       | シルクメビウス         |
|        | 9.     | 23     | 船橋   | 日本テレビ盃     | JpnII    | 14    | 8     | 13    | 84.4（8人）     | 10着 | 川島正太郎 | 56   | ダ1800m（稍） | 1:53.6 (40.8)     | 4.8       | フリオーソ             |
|        | 11.    | 3      | 船橋   | JBCクラシック    | JpnI     | 13    | 8     | 14    |                 |      | 川島正太郎 | 57   | ダ1800m（良） | 競走除外          |           | スマートファルコン     |

## 引退後
引退後は福島県南相馬市へ乗馬として移動したが、東日本大震災に遭い、千葉県へ避難していた。その後ファンの女性に譲渡され、出生牧場である北海道浦河町の辻牧場へ預けられていた。2025年より功労馬繋養支援事業の助成対象馬となり、北海道様似町の様似町軽種馬共同育成センターにて繋養されている。

## 血統表
| アドマイヤフジの血統           | アドマイヤフジの血統                            | アドマイヤフジの血統                            | （血統表の出典）                                | （血統表の出典） |
| 父系                           | サンデーサイレンス系（ヘイロー系）              | サンデーサイレンス系（ヘイロー系）              | サンデーサイレンス系（ヘイロー系）              | [ § 2 ]          |
| 父 アドマイヤベガ 1996 鹿毛    | 父の父*サンデーサイレンス 1986 青鹿毛           | Halo                                            | Hail to Reason                                  | Hail to Reason   |
| 父 アドマイヤベガ 1996 鹿毛    | 父の父*サンデーサイレンス 1986 青鹿毛           | Halo                                            | Cosmah                                          |                  |
| 父 アドマイヤベガ 1996 鹿毛    | 父の父*サンデーサイレンス 1986 青鹿毛           | Wishing Well                                    | Understanding                                   | Understanding    |
| 父 アドマイヤベガ 1996 鹿毛    | 父の父*サンデーサイレンス 1986 青鹿毛           | Wishing Well                                    | Mountain Flower                                 |                  |
| 父 アドマイヤベガ 1996 鹿毛    | 父の母ベガ 1990 鹿毛                            | *トニービン                                     | *カンパラ                                       | *カンパラ        |
| 父 アドマイヤベガ 1996 鹿毛    | 父の母ベガ 1990 鹿毛                            | *トニービン                                     | Severn Bridge                                   |                  |
| 父 アドマイヤベガ 1996 鹿毛    | 父の母ベガ 1990 鹿毛                            | *アンティックヴァリュー                         | Northern Dancer                                 | Northern Dancer  |
| 父 アドマイヤベガ 1996 鹿毛    | 父の母ベガ 1990 鹿毛                            | *アンティックヴァリュー                         | Moonscape                                       |                  |
| 母 *アドマイヤラピス 1992 栗毛 | 母の父Be My Guest 1974 栗毛                     | Northern Dancer                                 | Nearctic                                        | Nearctic         |
| 母 *アドマイヤラピス 1992 栗毛 | 母の父Be My Guest 1974 栗毛                     | Northern Dancer                                 | Natalma                                         |                  |
| 母 *アドマイヤラピス 1992 栗毛 | 母の父Be My Guest 1974 栗毛                     | What a Treat                                    | Tudor Minstrel                                  | Tudor Minstrel   |
| 母 *アドマイヤラピス 1992 栗毛 | 母の父Be My Guest 1974 栗毛                     | What a Treat                                    | Rare Treat                                      |                  |
| 母 *アドマイヤラピス 1992 栗毛 | 母の母Elevate 1985 鹿毛                         | Ela-Mana-Mou                                    | *ピットカーン                                   | *ピットカーン    |
| 母 *アドマイヤラピス 1992 栗毛 | 母の母Elevate 1985 鹿毛                         | Ela-Mana-Mou                                    | Rose Bertin                                     |                  |
| 母 *アドマイヤラピス 1992 栗毛 | 母の母Elevate 1985 鹿毛                         | Sunny Valley                                    | Val de Loir                                     | Val de Loir      |
| 母 *アドマイヤラピス 1992 栗毛 | 母の母Elevate 1985 鹿毛                         | Sunny Valley                                    | Sunland                                         |                  |
| 母系(F-No.)                    | (FN:1-l)                                        | (FN:1-l)                                        | (FN:1-l)                                        | [ § 3 ]          |
| 5代内の近親交配                | Northern Dancer 4×3=18.75%、Almahmoud 5×5=6.25% | Northern Dancer 4×3=18.75%、Almahmoud 5×5=6.25% | Northern Dancer 4×3=18.75%、Almahmoud 5×5=6.25% | [ § 4 ]          |
| 出典                           | 1. 2. 3. 4.                                     | 1. 2. 3. 4.                                     | 1. 2. 3. 4.                                     | 1. 2. 3. 4.      |

- 半兄にアドマイヤホープ（父フォーティナイナー、同馬の項参照）、半弟にアドマイヤコスモス（父アドマイヤマックス、福島記念勝ち）[7]
- 半姉ロイヤルカード（父サンデーサイレンス）の産駒に、アドマイヤデウス（日経新春杯、日経賞）[7]。
- 曾祖母Sunny Valleyの産駒にSadler's Hall（イギリスG1コロネーションカップ勝ち、種牡馬）が居るほか、その子孫に以下の馬がいる。
  - フサイチコンコルド（GI日本ダービー優勝馬）
  - リンカーン（GII阪神大賞典・京都大賞典・日経賞優勝馬）
  - ヴィクトリー（JpnI皐月賞優勝馬）
  - エリンバード（牝馬、フランス産。1994年にフランスG2オペラ賞で武豊が騎乗し1位入線も、他馬の進路を妨害し、5着に降着となった。のちに安田記念にも出走し、日本で繁殖牝馬となった）。
- 詳細はバレークイーン#その他の近親を参照。